# Фрюсбург (Нью-Йорк)
Фрюсбург (англ. Frewsburg) — переписна місцевість (CDP) в США, в окрузі Чотоква штату Нью-Йорк. Населення — 1843 особи (2020).

## Географія
Фрюсбург розташований за координатами 42°3′22″ пн. ш. 79°7′59″ зх. д. / 42.05611° пн. ш. 79.13306° зх. д. (42.056091, -79.132942).  За даними Бюро перепису населення США в 2010 році переписна місцевість мала площу 8,77 км², з яких 8,74 км² — суходіл та 0,04 км² — водойми.

## Демографія
Згідно з переписом 2010 року, у переписній місцевості мешкало 1906 осіб у 798 домогосподарствах у складі 522 родин. Густота населення становила 217 осіб/км².  Було 837 помешкань (95/км²).
Расовий склад населення:
| - 97,3 % — білих - 0,5 % — корінних американців - 0,5 % — чорних або афроамериканців - 0,1 % — вихідців з тихоокеанських островів |

До двох чи більше рас належало 1,4 %. Частка іспаномовних становила 0,9 % від усіх жителів.
За віковим діапазоном населення розподілялося таким чином: 23,4 % — особи молодші 18 років, 55,0 % — особи у віці 18—64 років, 21,6 % — особи у віці 65 років та старші. Медіана віку мешканця становила 44,7 року. На 100 осіб жіночої статі у переписній місцевості припадало 90,0 чоловіків;  на 100 жінок у віці від 18 років та старших — 85,0 чоловіків також старших 18 років.
Середній дохід на одне домашнє господарство  становив 57 471 долар США (медіана — 47 773), а середній дохід на одну сім'ю — 69 214 долари (медіана — 65 114). За межею бідності перебувало 10,1 % осіб, у тому числі 21,7 % дітей у віці до 18 років та 0,0 % осіб у віці 65 років та старших.
Цивільне працевлаштоване населення становило 1108 осіб. Основні галузі зайнятості: виробництво — 29,3 %, освіта, охорона здоров'я та соціальна допомога — 26,2 %, роздрібна торгівля — 13,8 %, науковці, спеціалісти, менеджери — 10,1 %.